# زدنکو آداموویچ
زدنکو آداموویچ (انگلیسی: Zdenko Adamović؛ زادهٔ ۲۰ دسامبر ۱۹۶۳) مربی و بازیکن سابق فوتبال اهل کرواسی است.
در طول دوران حرفه‌ای خود، او برای برخی از باشگاه‌های مهم مانند: اوسیک، هایدوک اسپلیت و وویوودینا بازی کرده است.